# Radenac
Radenac (en bretó Radeneg) és un municipi francès, situat a la regió de Bretanya, al departament d'Ar Mor-Bihan. L'any 2006 tenia 932 habitants.

## Demografia
| 1962                                       | 1968  | 1975 | 1982 | 1990 | 1999 |
| ------------------------------------------ | ----- | ---- | ---- | ---- | ---- |
| 959                                        | 1.004 | 903  | 807  | 832  | 825  |
| Des de 1962: població sense dobles comptes |       |      |      |      |      |

## Administració
| Període   | Identitat           | Partit |
| --------- | ------------------- | ------ |
| 2001-2008 | Jean-Michel Goubiou |        |
| 2008-     | Bernard Le Breton   |        |